# Xysticus maculatipes
Xysticus maculatipes là một loài nhện trong họ Thomisidae.
Loài này thuộc chi Xysticus. Xysticus maculatipes được Carl Friedrich Roewer miêu tả năm 1962.